# AMZ Tur
Le Tur (Tur 1) (polonais : Auroch) est un véhicule blindé léger de patrouille et d'infanterie, conçu par les ateliers de la firme polonaise AMZ-Kutno Ltd., dans la ville de Kutno, en 2007.
Il a été conçu pour les missions de patrouille et d'intervention derrière les lignes de front, et tout particulièrement les zones les plus dangereuses. Il a une capacité de transport de 5 personnes.

## Historique
Le véhicule a été développé spécifiquement pour les contingents militaires polonais détachés en Irak et Afghanistan, en se basant principalement sur les requêtes et observations formulées par les soldats présents sur place.
Afin d'y répondre, il est équipé du dernier cri en matière de blindage et peut être équipé d'une tourelle-mitrailleuse téléoperée, tandis que la grande majorité de ses organes mécaniques vient du catalogue de la marque italienne Iveco (moteur, transmission, suspensions…). Il peut résister à une explosion équivalente à une charge de 6 kg de TNT.  
Il est conçu et pensé comme une alternative moderne et plus sécurisante aux Humvee's utilisés par les forces armées polonaises.
Malgré ces avancées et les besoins des soldats, il n'a toujours pas été l'objet d'une quelconque commande. De-même, le concours prévu par le gouvernement polonais pour un véhicule blindé léger de patrouille (LOSP, en polonais), qui aurait dû l'opposer à son principal concurrent, l'Iveco VTLM Lince n'a jamais eu lieu.
En 2008, cinq prototypes avaient tout de même été fabriqués, dont deux furent détruits pour les tests. Le cinquième avait, lui, une face avant différente et quelques légères améliorations.
En 2008, la firme AMZ développa un nouveau modèle, le Tur 2, bien plus gros, mais étant en fait un véhicule complètement différent.

## Spécifications techniques

### Transmission
La boîte de transfert et de réduction permet l'utilisation de 24 rapports de vitesse : 12 pour la route et 12 pour une utilisation tout-terrain.

### Blindage du véhicule contre les projectiles
- Protection de l'équipage contre les balles perforantes incendiaires : 7,62 × 39 mm API BZ (Stanag 4569 - niveau 2)
- Protection de l'équipage contre les balles perforantes : 7,62 × 39 mm R B32 AP (Stanag 4569 - niveau 2)
- Protection de l'équipage contre les explosifs : équivalente à 6 kg de TNT (Stanag 4569 - niveau 2b)
- Moteur protégé par une plaque de blindage en acier trempé de classe FB6